# Chuck Billy
Chuck Billy (Condado de Alameda, 23 de junho de 1962) é um cantor norte-americano, conhecido por seu trabalho na banda de thrash metal Testament desde 1986.

## Biografia

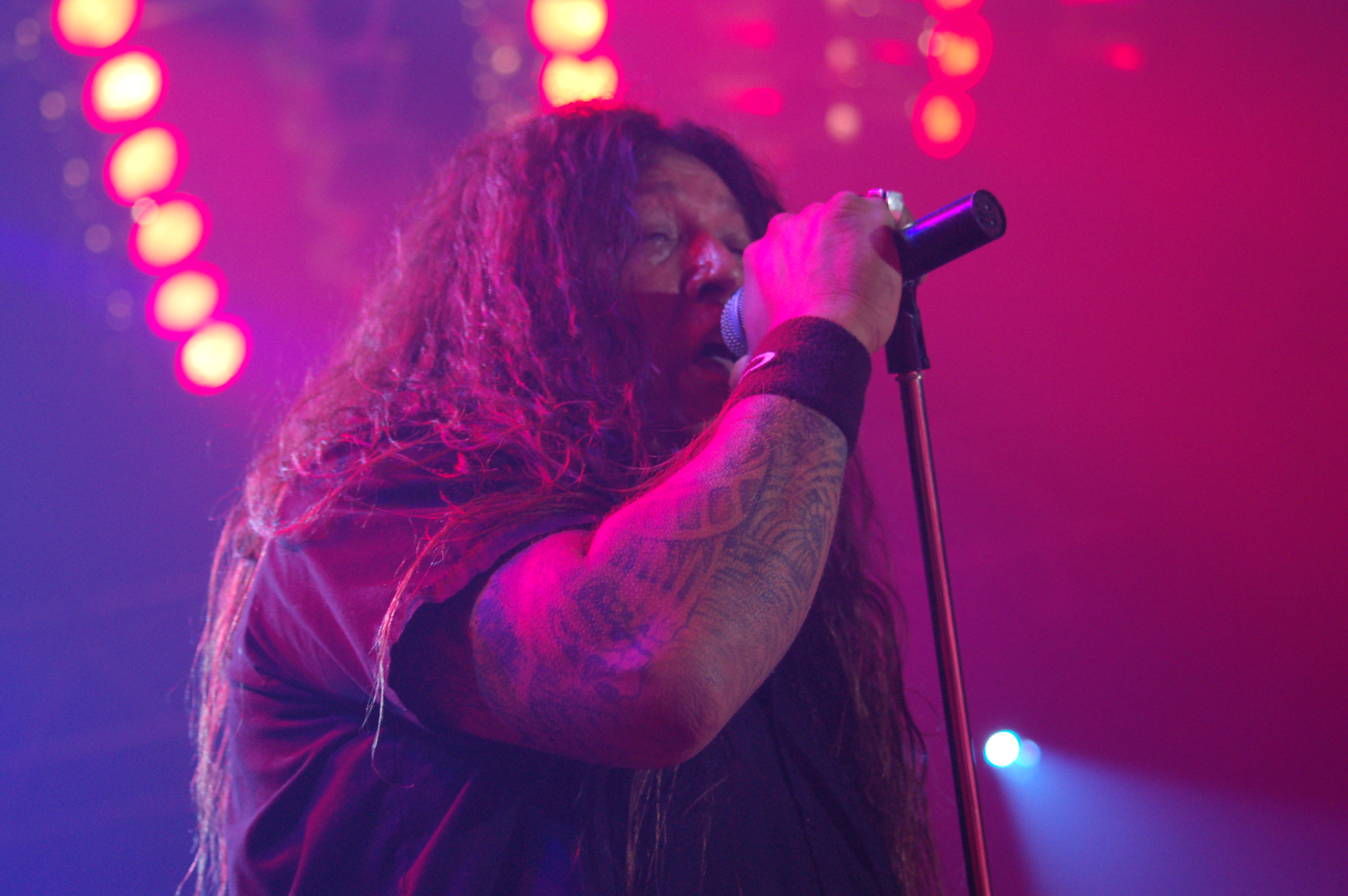
Chuck Billy em show com Testament no Metalmania 2007

Billy substituiu Steve "Zetro" Souza, que viria a ser futuramente o vocalista da banda Exodus em meados dos anos 80. Após sua chegada, o Testament lançou seu primeiro álbum, chamado  The Legacy em 1987. Reconhecido como sendo um dos fundadores da cena de thrash metal da Bay Area, o Testament lançou diversos álbuns subsequentes. Embora a formação da banda tenha mudado bastante ao longo dos anos, Chuck permanece como vocalista até hoje.
O cantor também apareceu no projeto solo de James Murphy como músico convidado.
No inicio da década de 2000, Billy foi diagnosticado com um tipo de câncer denominado como seminoma na cavidade torácica. Entretanto, após fazer tratamento de quimioterapia, ele recuperou sua saúde por completo e voltou a trabalhar com o Testament. Apresentações e festivais foram realizados com o intuito de arrecadar dinheiro para auxiliar Chuck Billy com suas despesas médicas.

## Discografia
Testament
- The Legacy (1987)
- Live at Eindhoven (1987)
- The New Order (1988)
- Practice What You Preach (1989)
- Souls of Black (1990)
- The Ritual (1992)

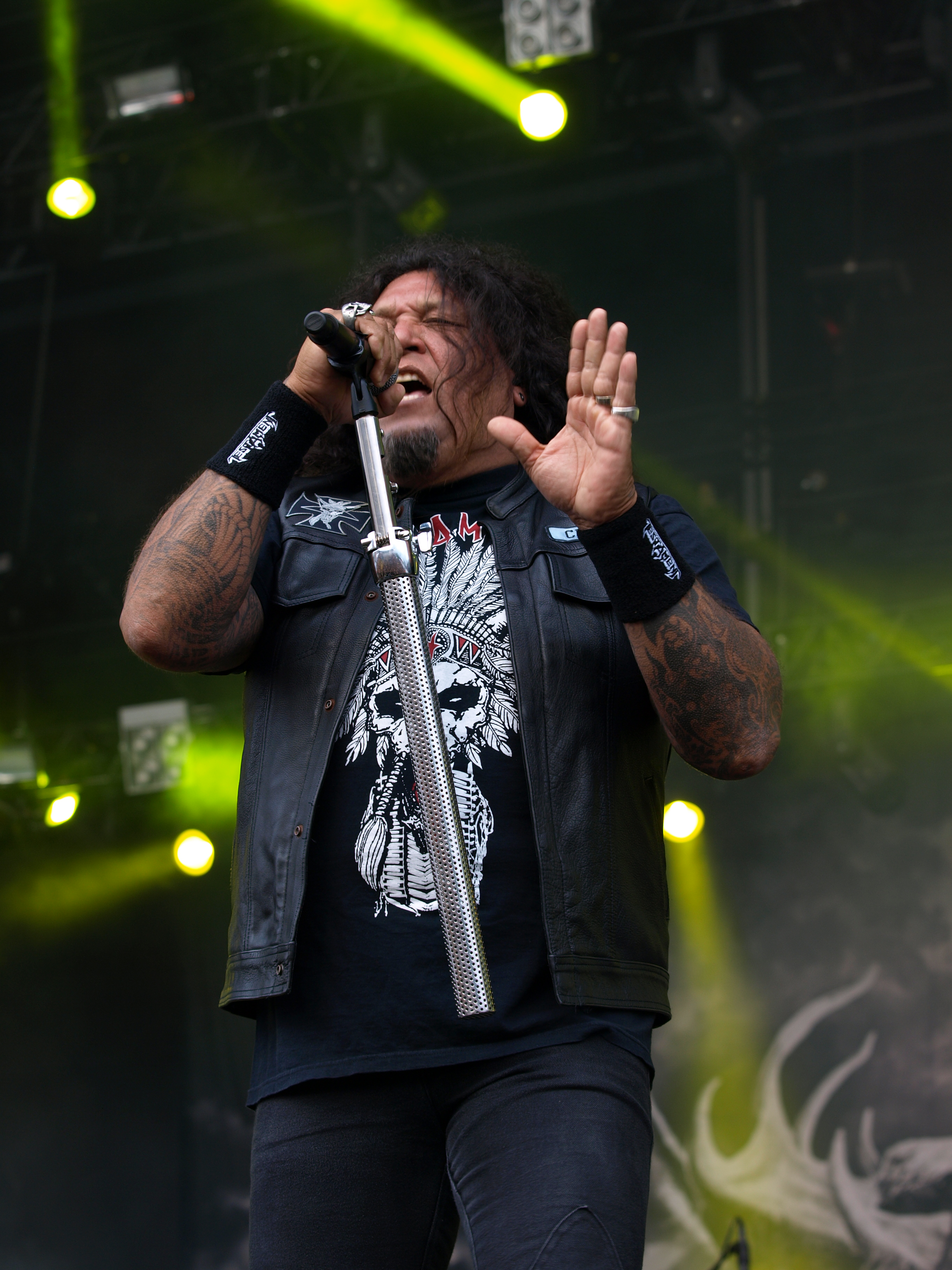
Chuck Billy no Tuska Open Air 2013

- Return to the Apocalyptic City (1993)
- Low (1994)
- Live at the Fillmore (1995)
- Demonic (1997)
- The Gathering (1999)
- Live in London (2005)
- The Formation of Damnation (2008)
- Dark Roots of Earth (2012)
- Dark Roots of Thrash (2013)
- Brotherhood of the Snake (2016)
- Titans of Creation (2020)

Dublin Death Patrol
- DDP 4 Life (2007)
- Death Sentence (2012)